# Джекфрут
Джекфру́т, или кану́н, или инди́йское хле́бное де́рево или артока́рпус разноли́стный (лат. Artocarpus heterophyllus), — древесное растение, вид рода Артокарпус (Artocarpus) семейства Тутовые, близкий родственник хлебного дерева.

## Внешний вид
Джекфрут — вечнозелёное дерево, достигающее высоты 20 м. Листья темно-зелёные кожистые овальные, длиной до 22 см; листва густая. Дерево однодомное. Мужские и женские цветки невзрачные, собраны в однополые соцветия. Мужские цветки — на тонких веточках, часто среди листвы. Женские цветки крупнее, на толстых крепких цветоножках, которые растут прямо на стволе (каулифлория), у основания нижних ветвей или из земли у подножья дерева. Дело в том, что в отличие от хлебного дерева с его массивными ветвями, ветви у джекфрута довольно тонкие и ломкие, и плоды образуются там, где ствол достаточно крепок. Цветы опыляются ветром и насекомыми. В культуре джекфрут часто опыляют вручную. Плоды вызревают за 3—8 месяцев.

### Плоды
Плоды (соплодия) джекфрута — самые большие съедобные плоды, произрастающие на деревьях: длиной 20—110 см и диаметром до 20 см, они весят до 34 кг. Их толстая кожура покрыта многочисленными конусообразными выступами. Молодые плоды зелёные, при созревании становятся зелёно-жёлтыми или коричнево-жёлтыми и при постукивании издают полый звук (незрелые плоды — глухие). Внутри каждый плод разделён на большие доли, которые содержат сладкую жёлтую мякоть, состоящую из сочных скользких волокон. Мякоть приторно-сладкая, напоминает по вкусу дыню, но намного слаще неё. В каждой доле находится по продолговатому светло-коричневому семени длиной 2—6 см; в одном плоде может быть до 500 семян. Все части растения, включая кожуру, содержат клейкий латекс, поэтому разделывать плод рекомендуется, смазав руки подсолнечным маслом или надев резиновые перчатки. Перезрелый плод становится коричневым и быстро портится, но в холодильнике его можно хранить 1—2 месяца.

## Распространение
Родиной джекфрута считают Индию (Восточные Гаты) и Бангладеш; сейчас он наиболее распространён в Юго-Восточной Азии и на Филиппинах. Есть его посадки и в восточной Африке (Кения, Уганда). На островах Океании и в тропиках Нового Света, помимо северной Бразилии и Суринама, джекфрут довольно редок.
В Южной Индии джекфрут по распространённости сравним с манго и бананом. Площадь его посадок оценивается в 26 000 га. На Шри-Ланке (4452 га) его выращивают преимущественно ради древесины. Широко культивируется и в Таиланде.

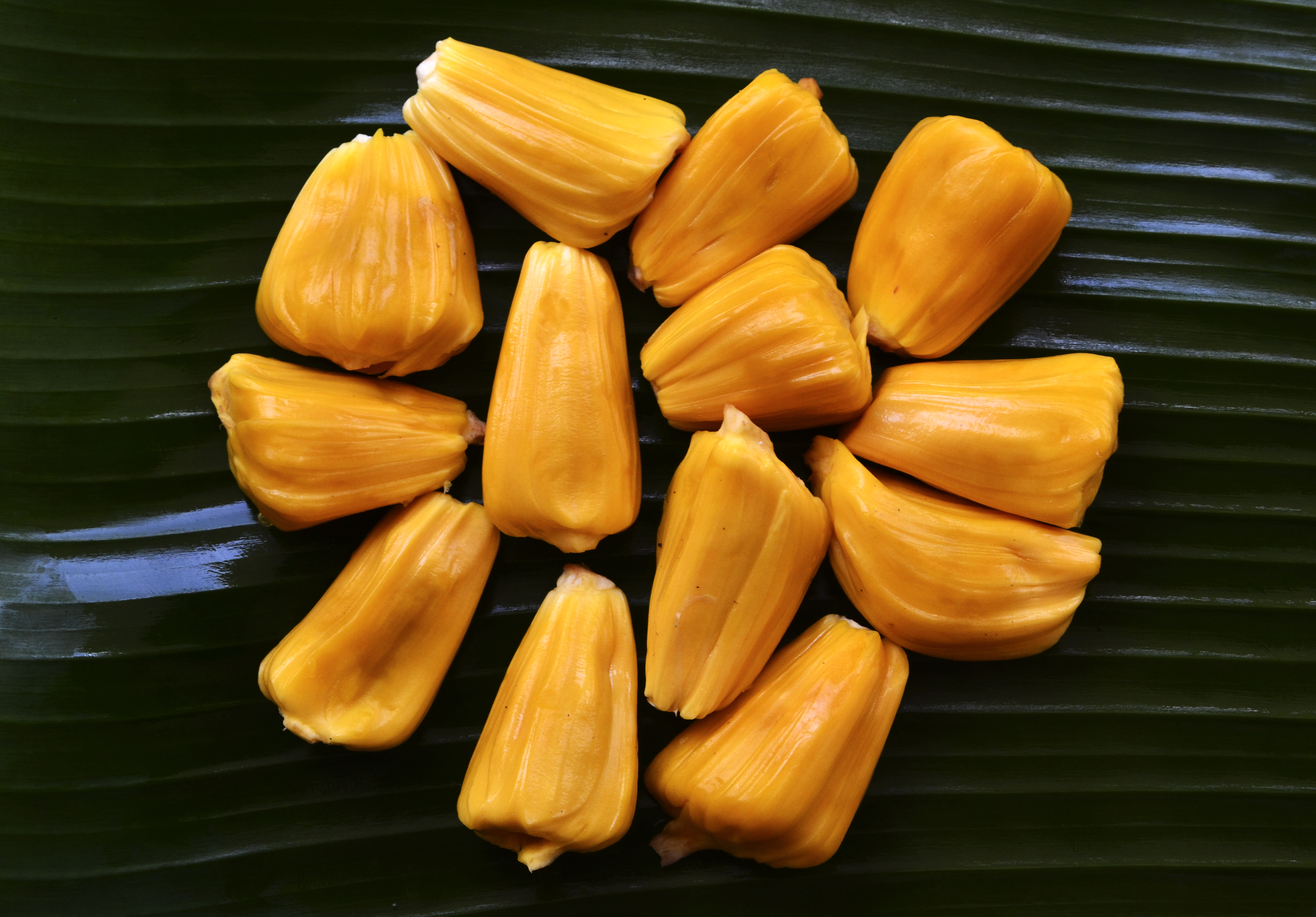
Мякоть джекфрута

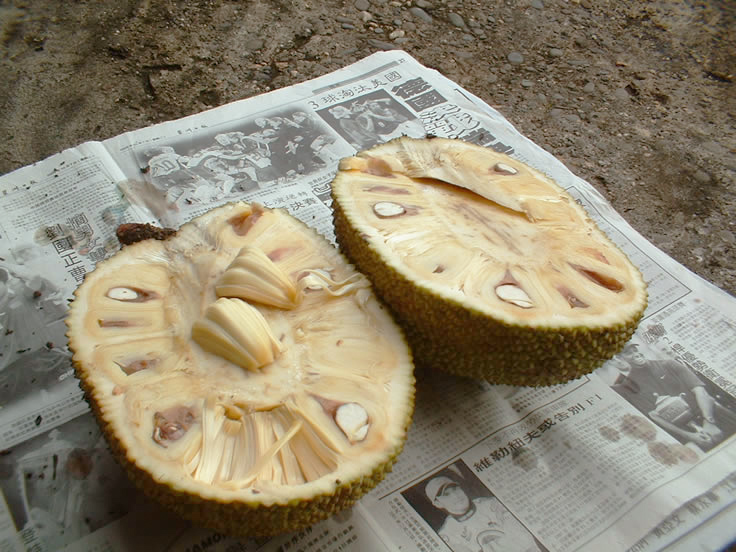
Плод джекфрута в разрезе

## Использование
Джекфрут широко используется в местной кулинарии, как спелый, так и незрелый. Незрелые плоды используют как овощи — их мякоть, имеющую достаточно плотную и сухую консистенцию и светло-кремовый цвет, жарят и тушат. Так, например, в Индонезии популярным национальным блюдом является гудег — мякоть молодого джекфрута, тушёная в кокосовом молоке со специями. Мякоть спелых плодов — ярко-жёлтую и маслянистую — едят в свежем виде, из неё делают салаты и десерты. Плоды джекфрута очень питательны и содержат около 40 % углеводов (крахмала) — больше, чем в хлебе. Поэтому (и из-за дешевизны) джекфрут в Индии называется «хлебом для бедных». Семена также питательны — они содержат 38 % углеводов, 6,6 % белков и 0,4 % жиров; их чаще всего поджаривают и едят как каштаны. Древесина джекфрута не повреждается термитами и грибами и используется для построек и изготовления мебели, музыкальных инструментов.
Джекфрут является национальным фруктом страны Бангладеш.
У некоторых людей после употребления плода развиваются аллергические реакции, вплоть до отёка Квинке.
Прошедшие предварительную ферментацию и обжарку семена джекфрута можно использовать в качестве натурального ароматизатора для замены какао-порошка, которым часто посыпают сверху молочную пену в чашке с капучино.
В составе продукта не более 40 % мякоти.